# Mike Tramp

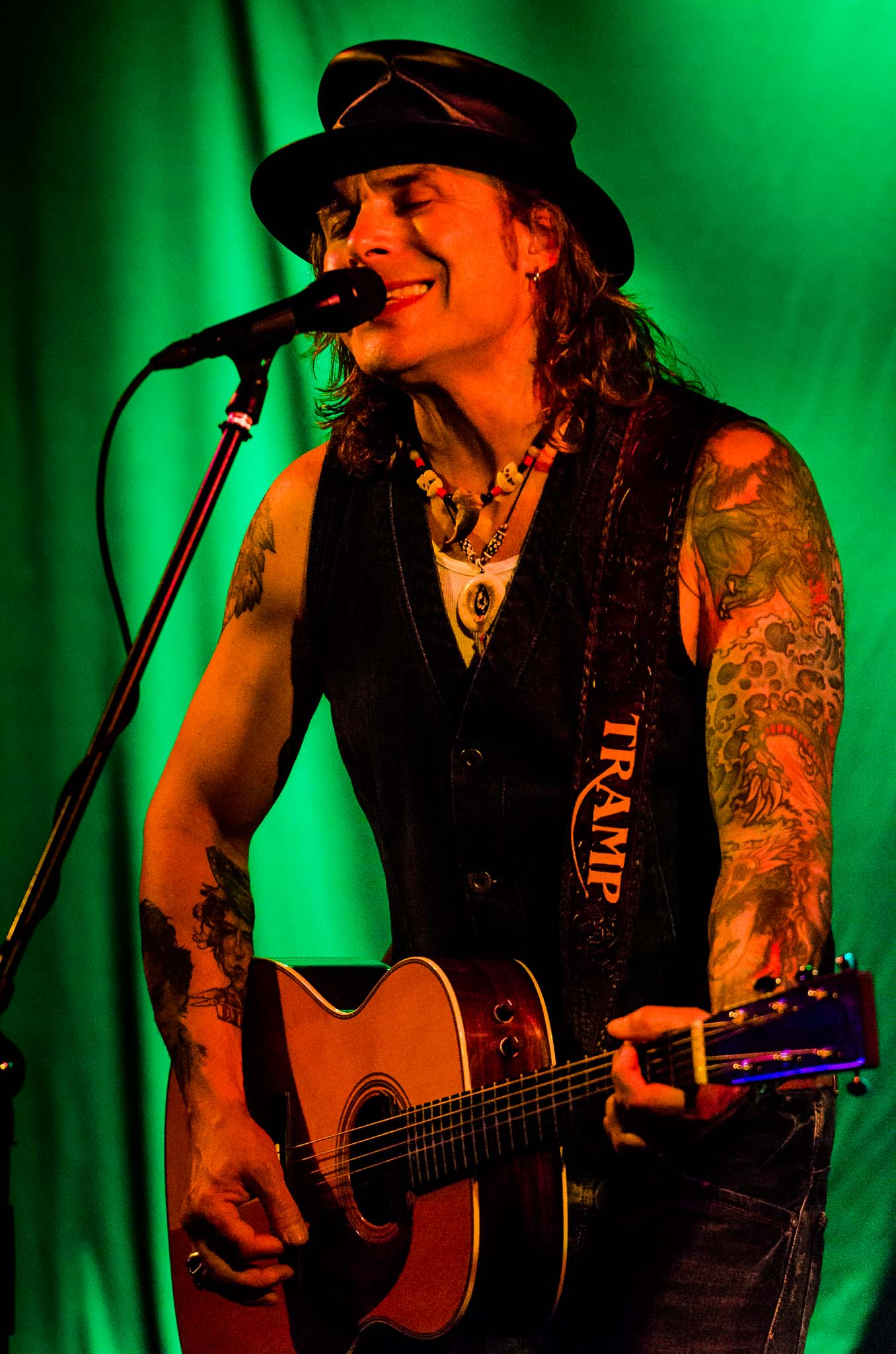
Mike Tramp, 2013

Mike Tramp (* 14. Januar 1961 als Michael Trempenau) ist ein dänischer Rocksänger und Songwriter. Er war Gründungsmitglied und Leadsänger der US-amerikanischen Hard-Rock-Band White Lion.

## Karriere
Tramp wurde zunächst als Sänger der dänischen Popgruppe Mabel bekannt. 1978 vertrat die Gruppe Dänemark mit dem Song Boom Boom beim Eurovision Song Contest.
Er wanderte 1982 nach New York aus und gründete die Band Lion, die später zu White Lion wurde.
Tramp war außerdem Mitglied der Band Freak of Nature. Seit 1998 erschienen auch elf Soloalben von ihm. Er ist mit der indonesischen Schauspielerin Ayu Azhari verheiratet und hat drei Kinder.

## Diskografie

### Alben
| Jahr | Titel                                 | Höchstplatzierung, Gesamtwochen, AuszeichnungChartplatzierungen (Jahr, Titel, Platzierungen, Wochen, Auszeichnungen, Anmerkungen) | Höchstplatzierung, Gesamtwochen, AuszeichnungChartplatzierungen (Jahr, Titel, Platzierungen, Wochen, Auszeichnungen, Anmerkungen) | Anmerkungen |
| Jahr | Titel                                 | DK | CH | Anmerkungen |
| ---- | ------------------------------------- | --- | --- | ----------- |
| 2009 | Mike Tramp & the Rock ’n’ Roll Circuz | DK16 (3 Wo.)DK | — |             |
| 2013 | Cobblestone Street                    | DK21 (1 Wo.)DK | — |             |
| 2014 | Museum                                | DK3 (1 Wo.)DK | — |             |
| 2015 | Nomad                                 | DK21 (1 Wo.)DK | — |             |
| 2017 | Maybe Tomorrow                        | DK20 (1 Wo.)DK | — |             |
| 2019 | Stray from the Flock                  | DK26 (1 Wo.)DK | — |             |
| 2020 | Second Time Around                    | DK6 (1 Wo.)DK | CH66 (1 Wo.)CH |             |
| 2020 | Trampthology                          | DK17 (1 Wo.)DK | — |             |
| 2021 | Everything Is Alright                 | DK24 (1 Wo.)DK | CH82 (1 Wo.)CH |             |
| 2022 | For første gang                       | DK13 (1 Wo.)DK | — |             |
| 2023 | Songs of White Lion                   | — | CH69 (1 Wo.)CH |             |

Weitere Alben
- Capricorn (1998)
- Recovering the Wasted Years (2002)
- More to Life Than This (2003)
- Rock ’n’ Roll Alive (2003)
- Songs I Left Behind (2004)
- Stand your Ground (2011)
- Songs of White Lion Vol. II (2024)